# Megan Moss
Megan Moss, född 22 mars 2002, är en friidrottare från Bahamas. Hon deltog vid olympiska sommarspelen 2020.